# 1948 في نيوزيلندا
فيما يلي قوائم الأحداث التي وقعت خلال عام 1948 في نيوزيلندا.

## رياضة
- 1 يناير – كأس نيوزيلندا 1948 الفائز Christchurch Technical [الإنجليزية]‏.

## مواليد

### يناير
- 1 يناير – أليسون هنتر مصورة نيوزيلندية.
- 1 يناير – نيل دوسن فنان نيوزيلندي.
- 9 يناير – روبي ستيوارت لاعب رغبي نيوزيلندي.
- 18 يناير – بيني هنت عداءة سرعة نيوزيلندية.

### فبراير
- 8 فبراير – كولن مكدونالد لاعب كريكت نيوزلندي.
- 28 فبراير – باري فريمان لاعب كريكت نيوزلندي.

### مارس
- 15 مارس – جون هايز سياسي نيوزيلندي.
- 22 مارس – روزي سكوت كاتبة نيوزيلندية.

### أبريل
- 13 أبريل – يان ستيفنز لاعب رغبي نيوزيلندي.

### مايو
- 5 مايو – جون ديو كهنوت نيوزيلندي.
- 11 مايو – واين بلير لاعب كركيت نيوزيلندي.

### يونيو
- 13 يونيو – براين فيرلي لاعب كرة مضرب نيوزيلندي.
- 14 يونيو – إيوان روبرتسون منافِس أوليمبي نيوزيلندي.
- 27 يونيو – اريك روي سياسي نيوزيلندي.

### يوليو
- 29 يوليو – جون كلارك

### أغسطس
- 15 أغسطس – ديفيد نولز لاعب كريكت نيوزلندي.
- 28 أغسطس – موراي باركر لاعب كركيت نيوزيلندي.

### سبتمبر
- 2 سبتمبر – ديفيد جيه ستيفنسون
- 24 سبتمبر – غارث بورتر موسيقي أسترالي.

### أكتوبر
- 1 أكتوبر – روبرت ويلسون لاعب كريكت نيوزلندي.
- 2 أكتوبر – روبرت أندرسون لاعب كركيت نيوزيلندي.
- 7 أكتوبر – روبرت روي لاعب كريكت نيوزلندي.
- 15 أكتوبر – ليندسي ويلسون مُجدّف نيوزيلندي.
- 28 أكتوبر – فانس ستيوارت لاعب اتحاد رغبي نيوزيلندي.

### نوفمبر
- 4 نوفمبر – ألكسيس هنتر فنانة نيوزيلندية.
- 6 نوفمبر – ليز ألان لاعبة كركيت نيوزيلندية.
- 12 نوفمبر – غرانت جيبسون لاعب كريكت نيوزلندي.
- 22 نوفمبر – ستيوارت غوثري ضابط شرطة نيوزيلندي.

### ديسمبر
- 24 ديسمبر – فرانك أوليفر لاعب رغبي نيوزيلندي.
- 30 ديسمبر – كريس بوث فنان نيوزيلندي.

## وفيات

### يناير
- 1 يناير – بيتر نيلسون (مواليد 1879) سياسي نيوزيلندي.

### فبراير
- 4 فبراير – لويس هاي (مواليد 1881) مهندس معماري نيوزيلندي.

### مارس
- 25 مارس – فرانك أوزوالد فيكتور أشيسون (مواليد 1887)

### أكتوبر
- 16 أكتوبر – هنري فولي (مواليد 1906) لاعب كركيت نيوزيلندي.
- 30 أكتوبر – دونكان واتسون (مواليد 1867) سياسي نيوزلندي.

### ديسمبر
- 3 ديسمبر – فريدريك هايغ (مواليد 1895) لاعب كريكت نيوزلندي.